# Cyanolichen

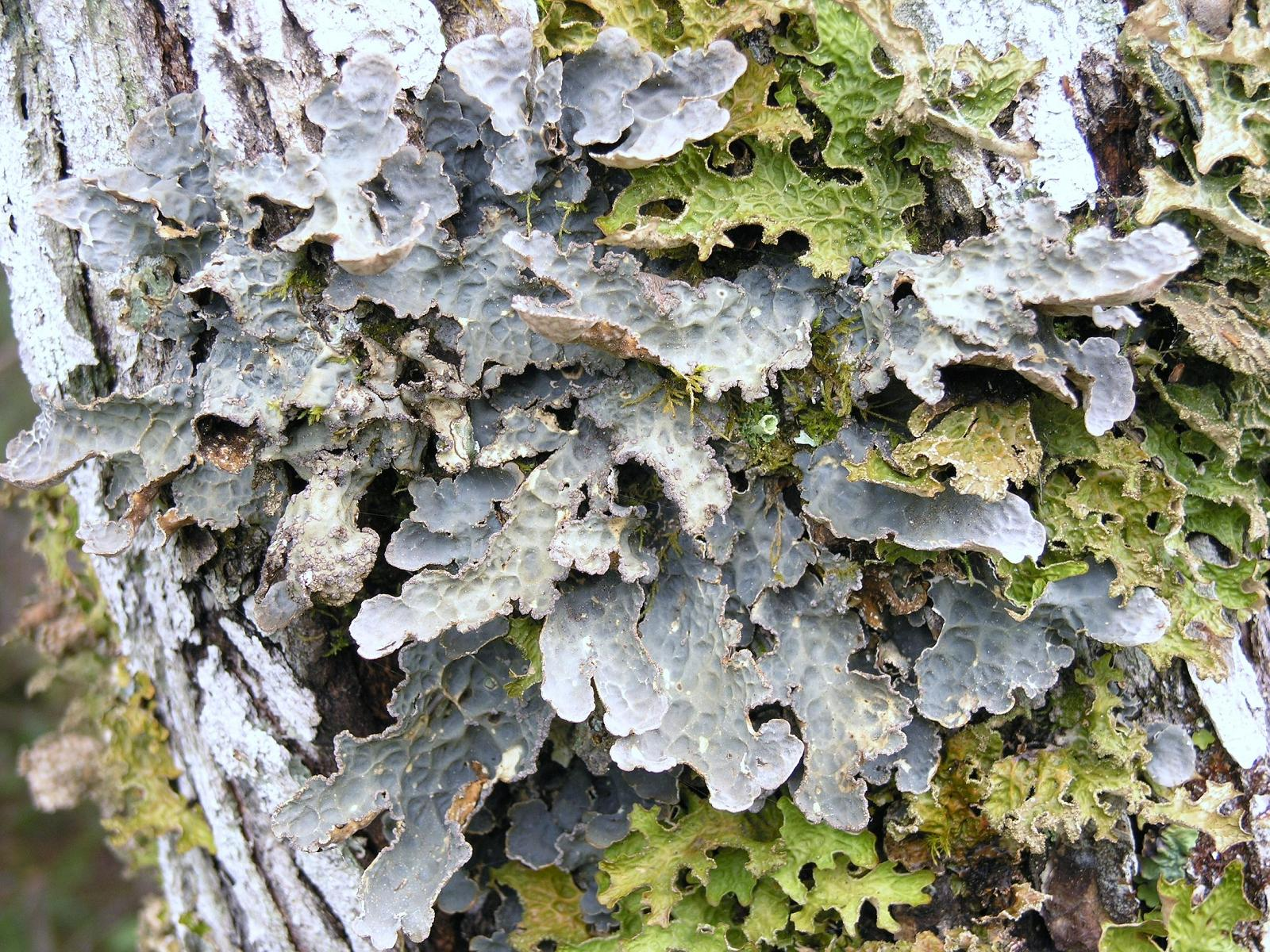
Lobaria scrobiculata, un cyanolichen épiphyte.

Un cyanolichen est un lichen constitué d'une association symbiotique obligatoire entre un champignon et une cyanobactérie ou entre un champignon (mycobionte), une algue (photobionte) et une cyanobactérie ; dans ce dernier cas, la cyanobactérie est alors dite cyanobionte secondaire, ou symbionte secondaire.  

8% environ des lichens décrits dans le monde avant 1990 sont des cyanolichens.
En 1990 on avait déjà répertorié plus de 500 espèces de lichens tripartites, c'est-à-dire comportant un champignon, une algue et une cyanobactérie.
Les lichens pour lesquels le seul symbionte du champignon est une algue verte, sont des phycolichens, appelés aussi chlorolichens.

## Répartition géographique
On en trouve dans de nombreux types de milieux terrestres : de la toundra arctique aux semi-déserts en passant par les forêts tropicales des montagnes.

## Etat des populations, menaces
Beaucoup d'entre eux ont été affectés par la perte d'habitat et d'autres changements environnementaux induits par l'homme, et certaines espèces sont utilisées comme indicateurs biologiques de la qualité de l'air et / ou de la continuité de l'habitat.

## Caractéristiques
Alors que les algues vertes symbiotes peuvent utiliser la vapeur d'eau pour leur photosynthèse, les cyanobactéries ont besoin d'eau liquide. Ceci explique que les phycolichens survivent dans des habitats beaucoup plus secs que les cyanolichens. Ces derniers représentent en milieu tropical humide presque la moitié des espèces de lichen connues.
Les cyanobactéries symbiotiques aux lichens peuvent leur fournir du photosynthate, comme le font les algues symbiontes, mais ils peuvent en outre aussi leur apporter de l'azote (plus ou moins selon le type de cyanolichen) car les cyanobactéries peuvent fixer l'azote de l'air, les cyanolichens apportent des quantités importantes d'azote à certains écosystèmes. 
Dans le thalle lichénique les cyanobactéries croissent en contact avec les cellules des champignons (avec lesquels des échanges de nutriments et de services se font). 

Un seul cas de cellules fongiques ayant incluses leur cyanosymbionte (endosymbiose) était connu en 1990 : Geosiphon pyriformis associé à la cyanobactérie Pleurocapsa minor Hansgirg, 1891 (Cyanobacteria, Cyanophyceae, Chroococcales)  .
Certains auteurs excluent les associations endosymbiotiques de la définition du lichens (Hawksworth et Honegger, 1994). Cette endosymbiose a aussi été étudiée en tant que mycorhize arbusculaire 

## Utilisations
Les cyanolichens peuvent servir de bioindicateurs de pollution.